# Bailando sobre la luna
Bailando sobre la luna (título original: Dancing on the Moon) es una película canadiense-checa de drama y familiar de 1997, dirigida por Kit Hood, escrita por Kevin Tierney y Jacqui Manning-Albert, está basada en la novela de esta última, musicalizada por Milan Kymlicka, en la fotografía estuvo Michel Caron y los protagonistas son Natalie Vansier, Michael Yarmush y Elisha Cuthbert, entre otros. El filme fue realizado por Krátký Film Praha y Les Productions La Fête Inc.; se estrenó el 28 de mayo de 1997.

## Sinopsis
Maddie, de 13 años, ve como sus vacaciones de verano son interrumpidas, ya que debe cuidar a su pequeño hermano y estar junto a su tía.